# 立花種明
立花 種明（たちばな たねあきら）は、筑後国三池藩の第3代藩主。

## 生涯
正保元年（1644年）、第2代藩主・立花種長の長男として生まれる。天和2年（1682年）2月27日、父の隠居により家督を継ぐ。紹運寺に祖先である高橋紹運の供養碑を建立するなど、社寺政策に尽力した。
元禄12年（1699年）1月8日に死去した。享年56。跡を長男の貫長が継いだ。

## 系譜
父母
- 立花種長（父）
- 浄光院 ー 市橋長政の娘（母）

正室、継室
- 青峰院 ー 小出吉重の娘（正室）
- 乞院、随春院 ー 奥平忠昌の娘（継室）
- 晴雲院 ー 京極高国の娘（継々室）

子女
- 立花貫長（長男）生母は晴雲院（継々室）
- 立花種盈

養女
- 渡辺武室